# Скакуны (секта)
Скакуны (фин. hyppyseuralaiset) — секта, распространённая среди финнов в конце XIX века в Эстляндии и Петербургской губернии Российской империи. Впервые  зародилась на острове Вормси в 1872 году. 
Своё название секта получила по одному из своих обрядов, необходимым элементом которого является пляска. Скакунов-лютеран не следует путать с прыгунами.

## Появление секты
Секта первоначально явилась на острове Вормси, куда в 1872 г. прибыл из Швеции миссионер евангелической общины Эстерблом, ярый проповедник, читающий свои проповеди везде, где только встречал более-менее большое скопление народа, в том числе в школах и на сенокосе.

## Распространение
Через некоторое время Эстерблом приобрел влияние на людей, слушающих его горячие проповеди, в результате чего на острове появились его последователи, которые перенесли его учение с Вормси на территорию острова Даго и полуострова Нуко. На полуострове самым ярым последователем Эстерблома стал учитель по фамилии Торен, который перенёс учение на материк, где оно нашло отклик в северо-западной и северо-восточной частях Эстляндии, а впоследствии проникло и в Петербургскую губернию, где распространилось среди финнов-лютеран в Царскосельском, Петергофском и Ямбургском уездах.

## Отличия от традиционного лютеранства
Конкретная сущность учения сектантов трудно определима, поскольку учение представляет собой ряд различных мнений, зачастую противоречащих одно другому. Единственным общим убеждением для всех скакунов является неприятие лютеранства, как церкви.
Скакуны не употребляли спиртных напитков, не ели мяса и вообще были очень воздержаны в пище.

## Обряд крещения
При вступлении в секту скакуны применяли к новому адепту перекрещение, путём погружения в воду в реках, озёрах и бочках. При совершении процесса крещения крёстные адепта проклинали все церкви, как безбожные, а также всех остальных людей, не принадлежащих к секте. Новорождённых детей скакуны не подвергали крещению, мотивируя это тем, что обряд крещения может пройти только глубоко верующий человек, осознанно пришедший к этому выбору.

## Причащение
Обряд причащения скакуны совершали красным вином из бокала и закусывали булочкой.

## Таинство брака
Хотя скакуны и отвергали брак в качестве церковного таинства, тем не менее они проходили обряд венчания в кирхах, хотя и не признавая этого брака правильным, поскольку, по их учению, каждый сектант может сходиться и жить, с кем угодно, невзирая на степени родства, ибо все люди являются братьями и сёстрами по духу. Соответственно, каждый адепт мог иметь для себя двух, трёх и более «духовных жён», которых они называли «свободными», в отличие от жён, повенчанных по церковному обряду, которых адепты называли «рабынями», мотивируя данные термины строками из Библии (Послание к Галатам, IV, 22, 23).

## Отношение к Библии
Скакуны считали тексты Библии «мёртвой буквой», утверждая, что в сердце каждого человека должно быть живое слово Бога.

## Отношение к церковной иерархии
У скакунов полностью отсутствовала какая-либо церковная иерархия (священство), а также храмы и иконы. Вместо осенения себя крестным знамением, они ударяли себя в грудь правой рукой. Посвящения в должность религиозного наставника также отсутствовали. Религиозным наставником скакунов мог стать любой человек, заявивший, что в него вошёл Святой Дух, посвящения в эту должность не существовало.

## Организация молитвенных собраний
Молитвенные собрания скакуны устраивали исключительно ночами в основном по воскресеньям и праздничным дням. Местом собрания служила обычная деревенская изба. На собраниях присутствовали и женщины и мужчины, однако женщины стояли отдельно от мужчин. Моление начиналось с пропевания всеми собравшимися нескольких псалмов по выбору и указанию наставника, затем религиозный наставник, стоя посреди адептов, вычитывал отрывки из Евангелия и объяснял собравшимся прочитанный текст. При этом перебивать его никому не позволялось. После проповеди опять следовало пение псалмов, мелодия которых постепенно переходила в плясовую. Постепенно собравшиеся приходили в жизнерадостное, «просветлённое» состояние духа и, в момент, когда наставник начинал скакать и плясать кругом по избе, остальные с пением пускались в пляс следом за ним.
Во время пляски восторг присутствующих постепенно увеличивался и, постепенно, начинал выражаться всё более и более высокими скачками и прыжками. Некоторые адепты доходили до подного исступления и начинали скакать на четвереньках, крича при этом диким голосом. Адепты секты скакали всегда попарно, мужчина с женщиной, взявшись за руки, большей частью по предварительному согласию. В момент, когда наставник чувствовал, что пляшущие уставали, он объявлял, что слышит в себе пение ангелов и адепты, обессиленные, валились на пол и отдыхали. После нескольких таких «сеансов» моление заканчивалось.

## Распространение секты в России
Секта в конце XIX века была распространена в Царскосельском, Петергофском и Ямбургском уездах Петербургской губернии и в Эстляндии.

## Скакуны в XX веке
Согласно исследованиям, проведённым в Волосовском районе Ленинградской области Александром Александровичем Панченко, современным российским исследователем сектанстких движений в России, традиции скакунов-hyppyseuralaiset имели достаточно широкое распространение вплоть до 1930-х гг. XX века. Отдельные последователи этого движения продолжали устраивать богослужебные собрания вплоть до 1970-1980-х годов. В настоящее время сведения от деятельности скакунов отсутствуют.
Однако митрополит Григорий (Чуков) в своём докладе «К вопросу о борьбе с сектантством» (22 июля 1945 – 10 апреля 1946 гг.), представленном Святейшему Патриарху для передачи в Совет по делам РПЦ, упоминает о скакунах в прошедшем времени и не даёт свидетельств о их существовании среди прочих, перечисляемых им, религиозных течений.